# История на науката
Историята на науката е дял на историята, изследващ развитието на науката и научното познание и нейното отражение върху културата, икономиката и обществения живот. Голяма част от изследванията в областта на историята на науката си поставят за цел разбирането на същността и начина на функциониране на науката, както и на наличието на обща насока в нейното развитие.
Науката е тяло от емпирични, теоретични и практически познания за естествения свят, създадени от учени, които отразяват наблюдението, обяснението и прогнозирането на реалните явления.
Преди думата учен да влезе в широка употреба през 19 век, изследователите на природата се наричат природни философи. Докато емпиричните изследвания на естествения свят са били описани още от класическата древност (например от Талес и Аристотел) и от Средновековието (например от Ибн ал-Хайтам и Роджър Бейкън) научният метод и съвременната наука започват да се развиват в ранния модерен период, и по-специално научната революция в Европа от 16-и и 17 век.
От 18 век до края на 20 век историята на науката, особено на физическите и биологичните науки, често се представя като прогресивно натрупване на знание, в което истинските теории заменят лъжливите вярвания. Някои по-нови исторически интерпретации, като тези на Томас Кун, са склонни да изобразяват историята на науката по отношение на конкуриращи се парадигми или концептуални системи в по-широка матрица от интелектуални, културни, икономически и политически тенденции. Тези интерпретации обаче срещат опозиция, тъй като те описват и историята на науката като несъгласувана система от несъизмерими парадигми, които не водят до научен прогрес, а само до илюзията за прогрес.